# أرز أصفر
الأرز الأصفر هو طبق أرز تقليدي، أصفر اللون. أحد أطباق المطبخ الإيراني، والشرق الأوسط، والمغربي، والإكوادوري، والبيروي، والكاريبي، والبرتغالي، والفلبيني، والأفغاني، والهندي، والسريلانكي والإندونيسي. يُضاف الزعفران أو الكركم إلى الأرز الأبيض ليمنحه اللون الأصفر.
في مطبخ جنوب إفريقيا، يُضاف له الزبيب، والسكر والقرفة. وتأثر بالمطبخ الإندونيسي، مما جعله طبقاً حلوًا. أما في سريلانكا، فيُعرف باسم "كاها بوث" ويستمد طريقته من المطبخين الإندونيسي والسريلانكي. يُعرف في إندونيسيا باسم "ناسي كونينج". أما في الفلبين، فتشمل أطباق الأرز المطبوخة بالكركم الكونينج والسينيجابونا.